# Jens Debusschere
Pour les articles homonymes, voir Debusschere.
Jens Debusschere est un coureur cycliste belge né le 28 août 1989 à Roulers. Il a commencé sa carrière professionnelle en 2011. Il est notamment devenu champion de Belgique en 2014.

## Biographie

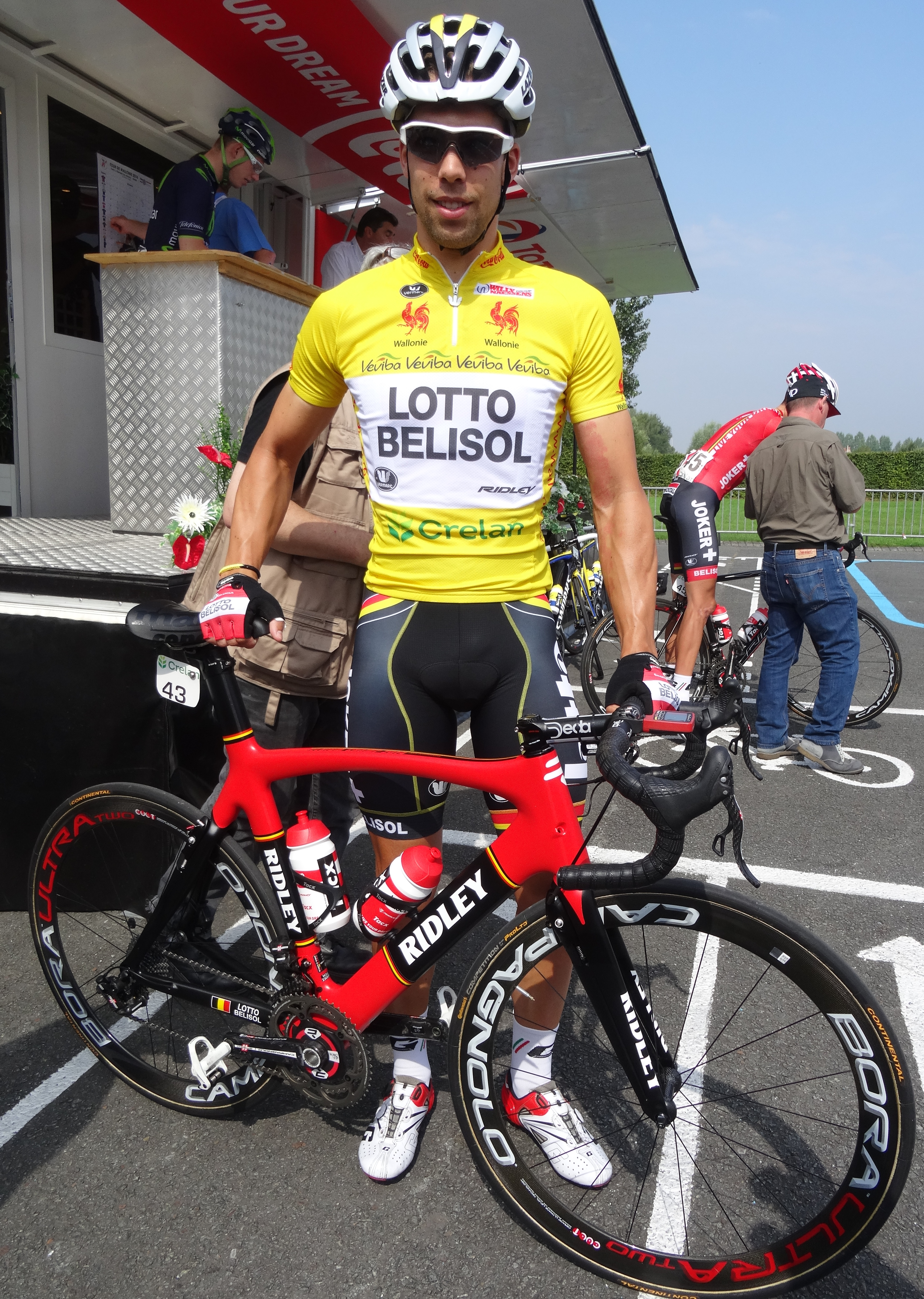
Jens Debusschere posant avec son maillot jaune de leader du classement général peu avant le départ de la 2e étape du Tour de Wallonie 2014.

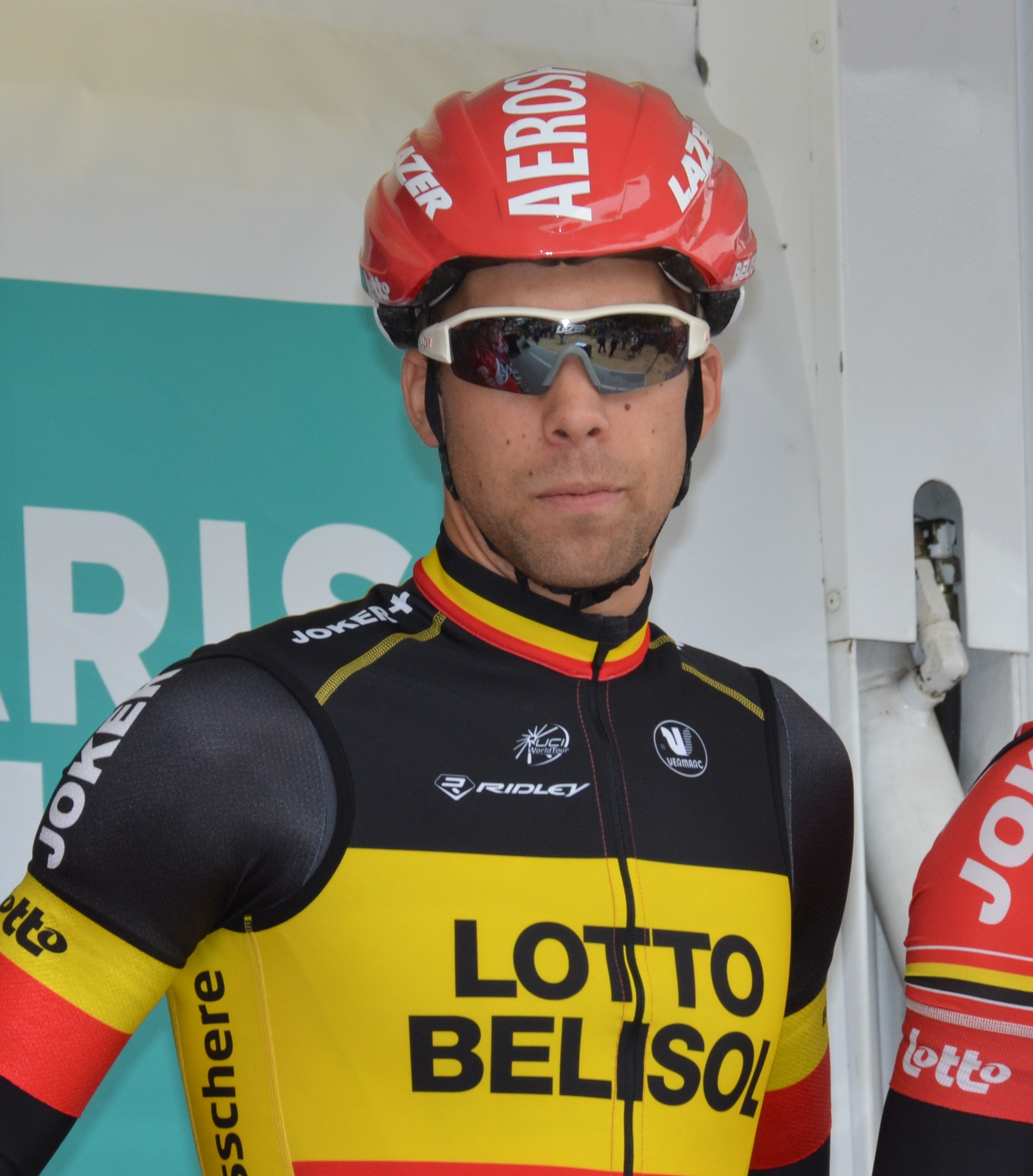
Jens Debusschere lors du Paris-Tours 2014

### Jeunesse et carrière amateur
Jens Debusschere naît le 28 août 1989 à Roulers en Belgique. Il est le frère cadet des cyclistes Maxim Debusschere (nl) et Kevin Debusschere .
Durant son enfance, il pratique d'abord le football, au VK Dadizele. Voyant ses frères aînés Kevin et Maxim pratiquer le cyclisme, il ne tarde pas à s'entraîner à vélo avec eux, puis à pratiquer ce sport. Après avoir cumulé football et cyclisme, il finit par opter pour ce dernier. Il s'inscrit au CT Menin et dispute ses premières courses. Il s'illustre en 2005 en catégorie débutant, en remportant notamment le titre de champion de Belgique de cette catégorie.
L'année suivante, il passe en catégorie junior et rejoint le Balen BC. En 2007, il est champion de Belgique juniors, remporte le Tour des Flandres juniors, et prend notamment la deuxième place du Pavé de Roubaix. En 2007, il remporte le championnat de Belgique sur route juniors, le Tour des Flandres juniors et se classe deuxième du Pavé de Roubaix.
En 2008, Jens Debusschere intègre la nouvelle équipe PWS Eijssen, créée pour amener les meilleurs jeunes du Balen BC  vers le professionnalisme,. En mars, il fait ses débuts en équipe de Belgique espoirs lors du Tour des Flandres espoirs. En 2009, il remporte le championnat provincial de Flandre-Occidentale et deux étapes du Tour du Brabant flamand. À partir du 1er août, il est stagiaire au sein de l'équipe Topsport Vlaanderen-Baloise. En 2010, il est vainqueur d'étape au Triptyque Ardennais et au Triptyque des Monts et Châteaux, deuxième de Paris-Roubaix espoirs. En juin, il est engagé par l'équipe Omega Pharma-Lotto afin d'y devenir professionnel en 2011. Il intègre d'abord cette équipe en tant que stagiaire en août 2010.

### Carrière professionnelle
Jens Debusschere devient coureur professionnel au sein de cette de l'équipe Omega Pharma-Lotto en 2011.
En 2013, à 23 ans, il obtient son premier point sur l'UCI World Tour en se hissant à la quatrième place de la première étape de Paris-Nice, étape remportée par Nacer Bouhanni. Trois semaines plus tard, lors de Gand-Wevelgem, il participe à l'échappée qui se dispute la victoire, mais en est écarté par une crevaison. En juin, il se fracture le cubitus en tombant lors du Tour de Suisse. Son contrat est prolongé de deux ans. Il est l'une des révélations de la fin d'année grâce à une série de victoires. Il décroche ainsi sa première victoire professionnelle fin septembre, au Championnat des Flandres, à l'issue d'un sprint. Il s'impose à nouveau lors de la première étape de l'Eurométropole Tour, dont il gagne également le classement général, et lors de sa dernière course de l'année, le Prix national de clôture.
En juin 2014, il remporte le championnat de Belgique sur route en devançant au sprint Roy Jans et Tom Boonen. Lors du Tour de Wallonie, sa première course avec le maillot de champion national, il remporte la première étape, devenant ainsi leader du classement général, mais termine 78e au classement général final. À la fin de la saison 2014, le contrat qui le lie à son employeur est prolongé pour l'année suivante.

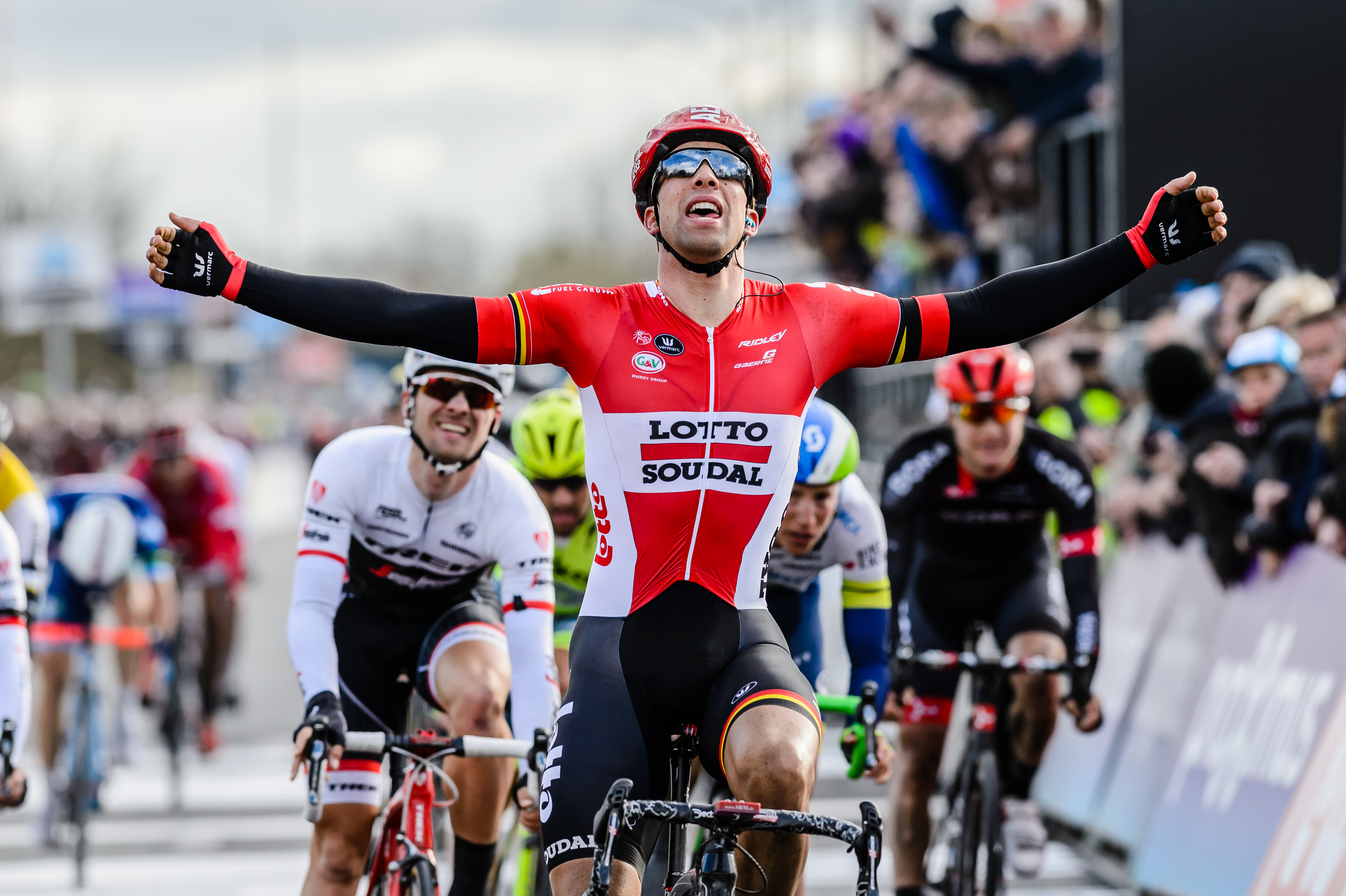
Jens Debusschere arrive en Waregem pendant À travers les Flandres 2016

En 2015, il remporte la deuxième étape de Tirreno-Adriatico, devant le Slovaque Peter Sagan. C'est sa première victoire sur une course du World tour. Durant l'été, il dispute son premier Tour de France, en tant qu'équipier d'André Greipel. Debusschere est remplaçant pour la course en ligne des championnats du monde de Richmond. Les chefs de file belges sont Tom Boonen, Philippe Gilbert et Greg Van Avermaet. En septembre, il s'impose à la citadelle de Namur lors du Grand Prix de Wallonie, en attaquant seul peu avant le dernier kilomètre. Deux jours plus tard, il poursuit sur sa lancée en levant les bras sur le Championnat des Flandres, mais est finalement déclassé pour « sprint irrégulier », la victoire revient à Michał Gołaś. Quelques jours plus tard, il gagne le Circuit du Houtland. En octobre, il est vainqueur d'étape au Tour de l'Eurométropole, et termine sa saison avec une troisième place au Prix national de clôture.
Lauréat en 2016 d'À travers les Flandres le jour suivant les attentats de Bruxelles, Debusschere ne termine pas Gand-Wevelgem en raison d'une chute qui lui provoque une commotion cérébrale et une fracture à deux vertèbres,.
En 2017 il est sélectionné pour participer aux championnats d'Europe de cyclisme sur route.
Au mois d'août 2018, il signe un contrat avec la formation Katusha-Alpecin pour la saison 2019.
Debusschere participe au Tour de France 2020. Lors de la 17e étape qui se termine au col de la Loze, il y remplit son rôle d'équipier pour son chef de file Bryan Coquard, diminué par une douleur au genou et rapidement distancé par le peloton. Debusschere attend alors son leader et effectue l'essentiel des efforts avec Coquard dans sa roue, notamment dans la vallée servant de transitions entre les deux principaux cols du jour. Coquard réussit grâce à ce « sacrifice » à terminer dans les délais à l'arrivée, ce qui n'est pas le cas de Debusschere qui est donc éliminé.
En octobre 2021, son contrat avec B&B Hotels p/b KTM est prolongé jusqu'en fin d'année 2023.

## Palmarès et classements mondiaux

### Palmarès amateur
- 2005[1]
  -  Champion de Belgique du contre-la-montre débutants
- 2006
  - 3e du Circuit Mandel-Lys-Escaut juniors
- 2007
  -  Champion de Belgique sur route juniors
  - Tour des Flandres juniors
  - Vlaams-Brabant Classic
  - 3e étape du Keizer der Juniores
  - 2e de la Guido Reybrouck Classic
  - 2e du Pavé de Roubaix
  - 2e de l'Acht van Bladel
- 2008
  - 2e du championnat de Flandre-Occidentale sur route espoirs
- 2009
  - Champion de Flandre-Occidentale sur route espoirs
  - 1re et 3e étapes du Tour du Brabant flamand
  - 2e du Grand Prix de Waregem
- 2010
  - 4e étape du Triptyque ardennais
  - Internatie Reningelst
  - 3e étape du Tour de Namur
  - 2e de Paris-Roubaix espoirs
  - 2e de la Flèche flamande
  - 3e de la Course des chats
  - 3e de la Coupe Egide Schoeters
  - 3e de Zillebeke-Westouter-Zillebeke

### Palmarès professionnel
| - 2013 - Championnat des Flandres - Eurométropole Tour : - Classement général - 1re étape - Prix national de clôture - 3e du Circuit du Houtland - 2014 - Champion de Belgique sur route - 1re étape du Tour de Wallonie - Prix national de clôture - 2e du Trofeo Palma de Mallorca - 2e de l'Eurométropole Tour - 3e de Binche-Chimay-Binche - 3e de Paris-Tours - 2015 - 2e étape de Tirreno-Adriatico - Grand Prix de Wallonie - Circuit du Houtland - 1re étape de l'Eurométropole Tour - 3e du Prix national de clôture - 5e de Gand-Wevelgem - 9e de Paris-Roubaix | - 2016 - À travers les Flandres - 2017 - 1re étape des Quatre Jours de Dunkerque - 5e étape du Tour de Belgique - 3e de la Clásica de Almería - 7e de Gand-Wevelgem - 2018 - 5e étape du Tour de Wallonie - 5e de Gand-Wevelgem - 10e de Paris-Roubaix - 2019 - 5e de la Cadel Evans Great Ocean Road Race - 10e de Gand-Wevelgem |  |

Podiums
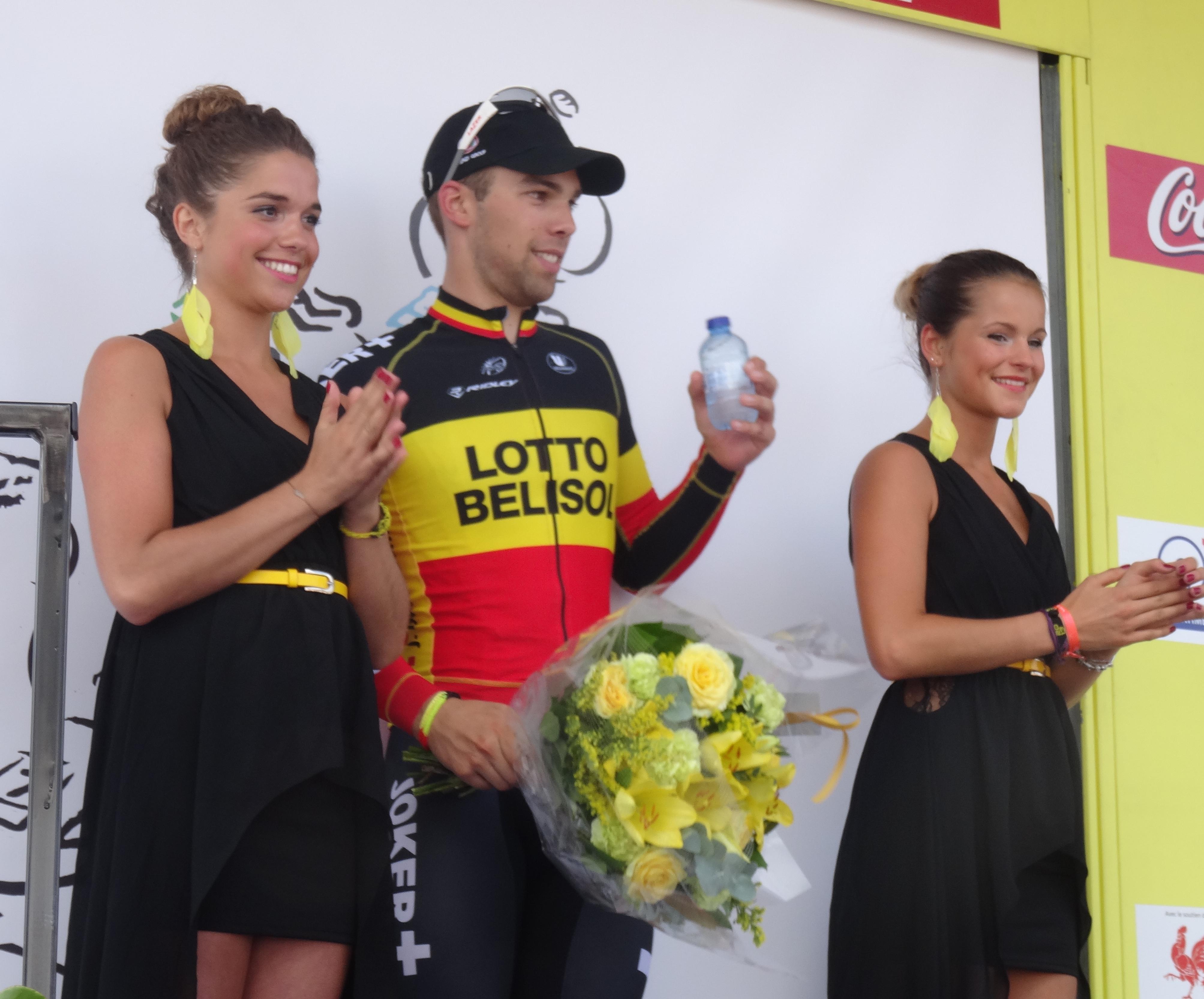
Jens Debusschere, vainqueur de la 1re étape du Tour de Wallonie 2014.
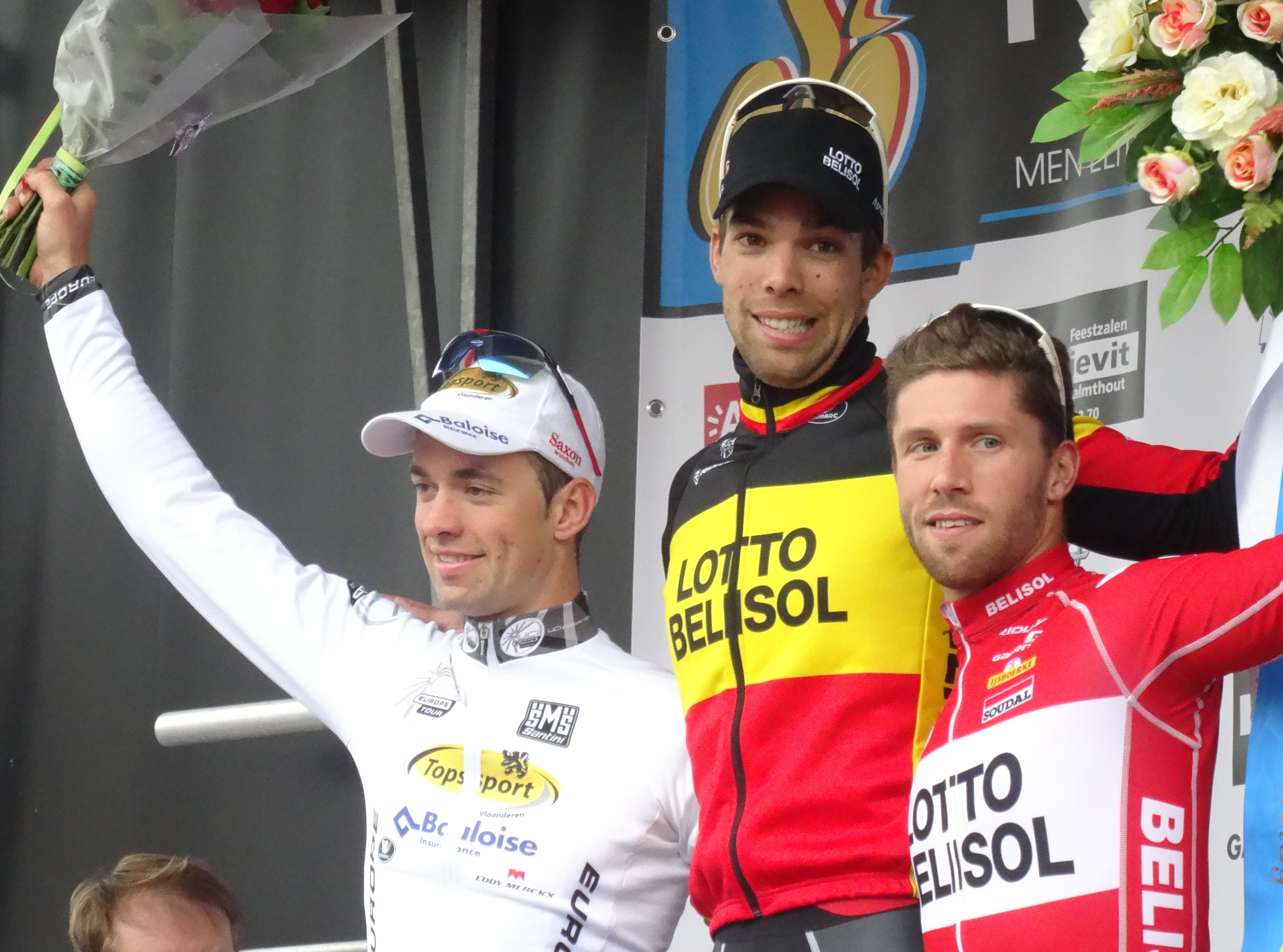
Podium de l'édition 2014 du Prix national de clôture : Tom Van Asbroeck (2e), Jens Debusschere (1er) et Jonas Van Genechten (3e).
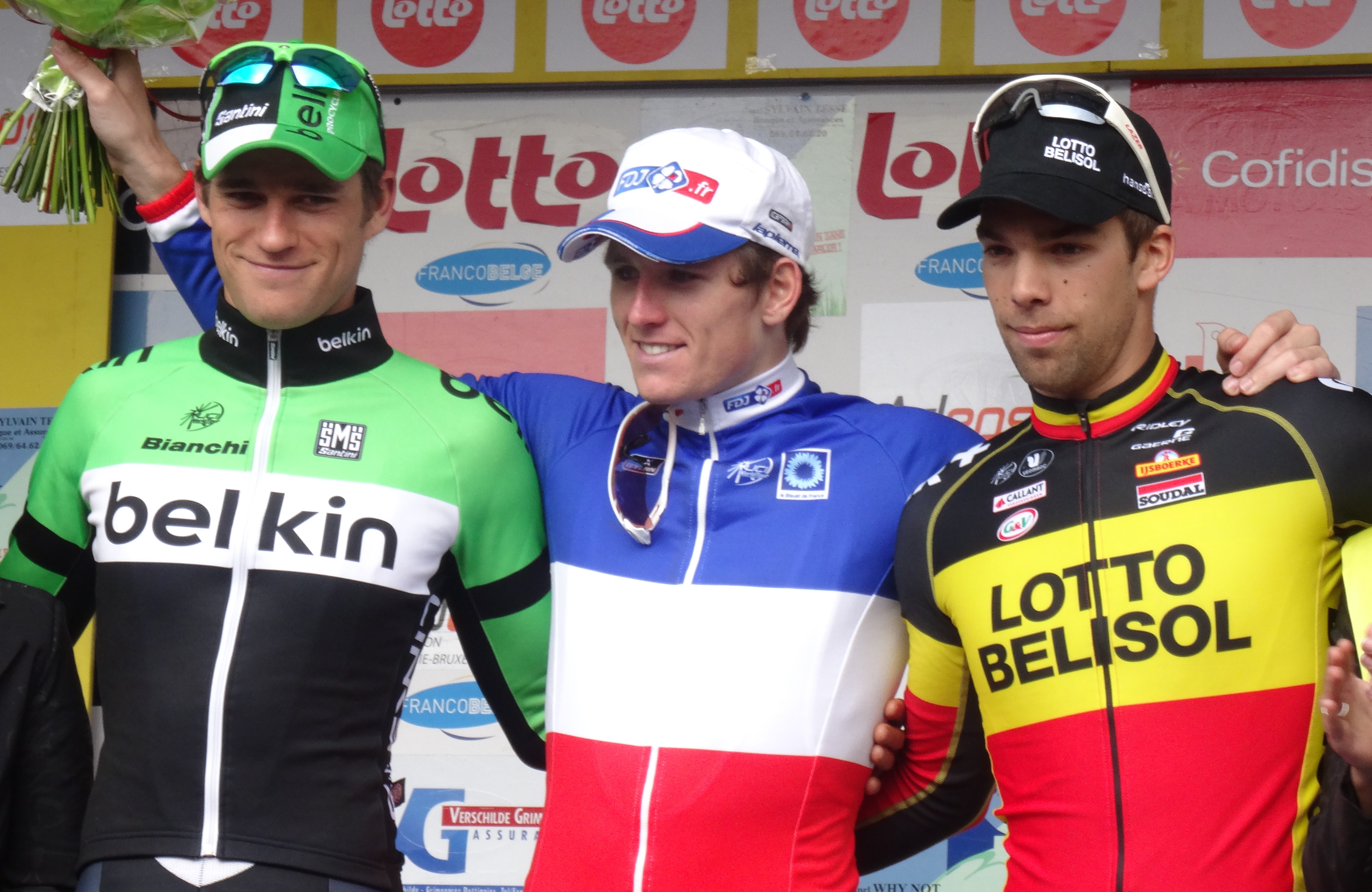
Podium de l'édition 2014 de l'Eurométropole Tour : Theo Bos (2e), Arnaud Démare (1er) et Jens Debusschere (3e).
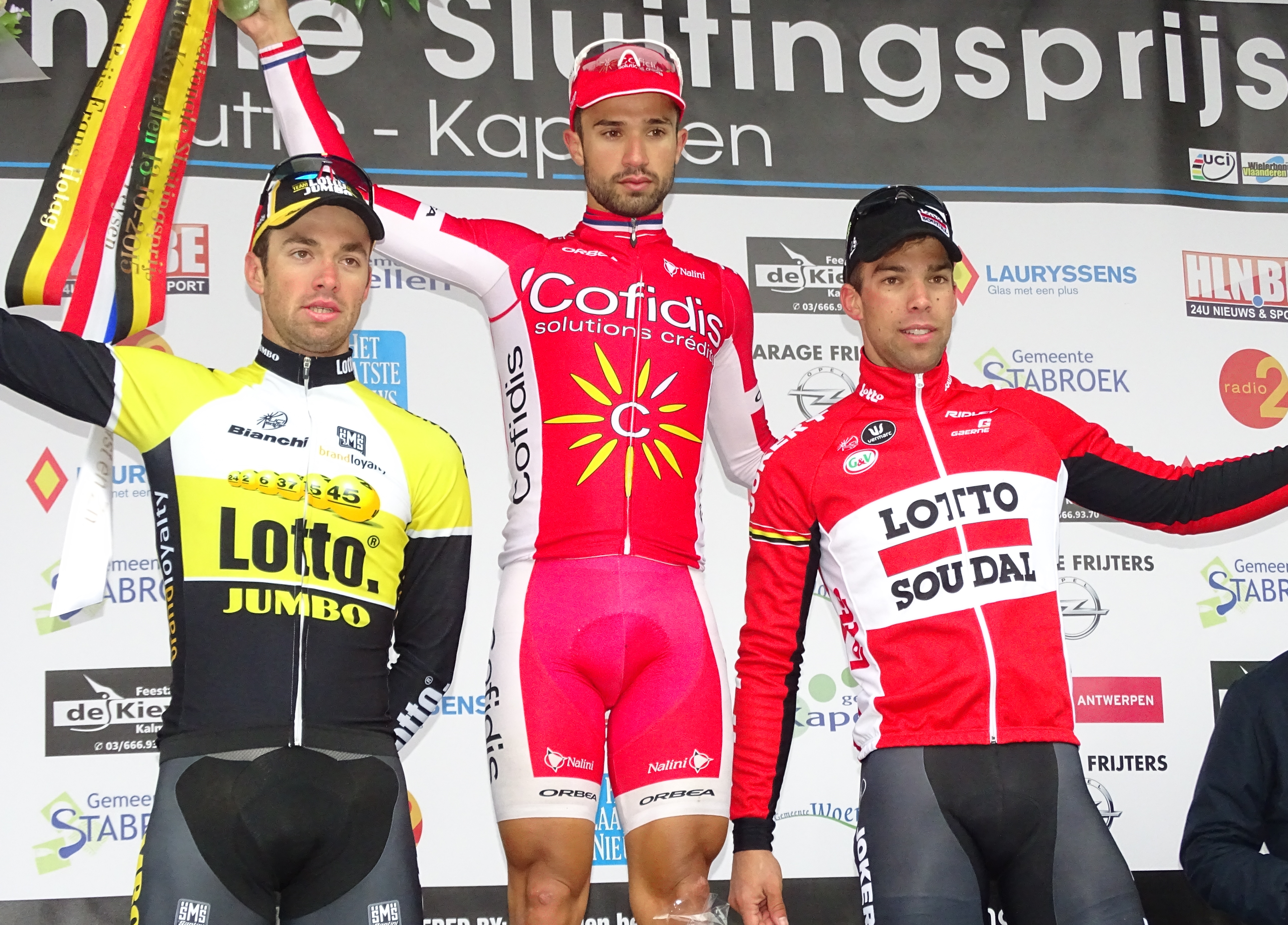
Podium de l'édition 2015 du Prix national de clôture : Tom Van Asbroeck (2e), Nacer Bouhanni (1er et vainqueur de l'UCI Europe Tour 2015 grâce à cette course) et Jens Debusschere (3e).

### Résultats sur les grands tours

#### Tour de France
4 participations
- 2015 : 145e
- 2016 : non-partant (15e étape)
- 2019 : 153e
- 2020 : hors délais (17e étape)

#### Tour d'Italie
1 participation 
- 2018 : 136e

#### Tour d'Espagne
3 participations
- 2012 : non-partant (14e étape)
- 2014 : 107e
- 2017 : abandon (9e étape)

### Classements mondiaux
| Année           | 2009 | 2010 | 2011 | 2012 | 2013 | 2014 | 2015 | 2016 | 2017 |
| --------------- | ---- | ---- | ---- | ---- | ---- | ---- | ---- | ---- | ---- |
| UCI World Tour  |      |      | nc   | nc   | 211e | 212e | 80e  | 185e | 150e |
| UCI Europe Tour | nc   | 223e |      |      |      |      |      | 27e  | 157e |